# Fagerheden

Fagerheden är en ort i Piteå kommun. Den ligger väster om stockbäcken vid Arvidsjaurvägen som är mellan Piteå och Långträsk.
I Fagerheden har man uppmätt Sveriges högsta dygnsnederbörd, 198,0 millimeter den 28 juli 1997.